# 요시후지촌
요시후지촌(好藤村)은 에히메현 기타우와군에 설치되었던 촌이다. 현재의 기호쿠정, 우와지마시에 해당한다.